# Iwakura
Iwakura (Japans: 岩倉市, Iwakura-shi) is een stad in de Japanse prefectuur Aichi. De oppervlakte van deze stad is 10,49 km² en eind 2009 had de stad circa 48.000 inwoners.

## Geschiedenis
Iwakura werd op 1 december 1971 een stad (shi).

## Bezienswaardigheden

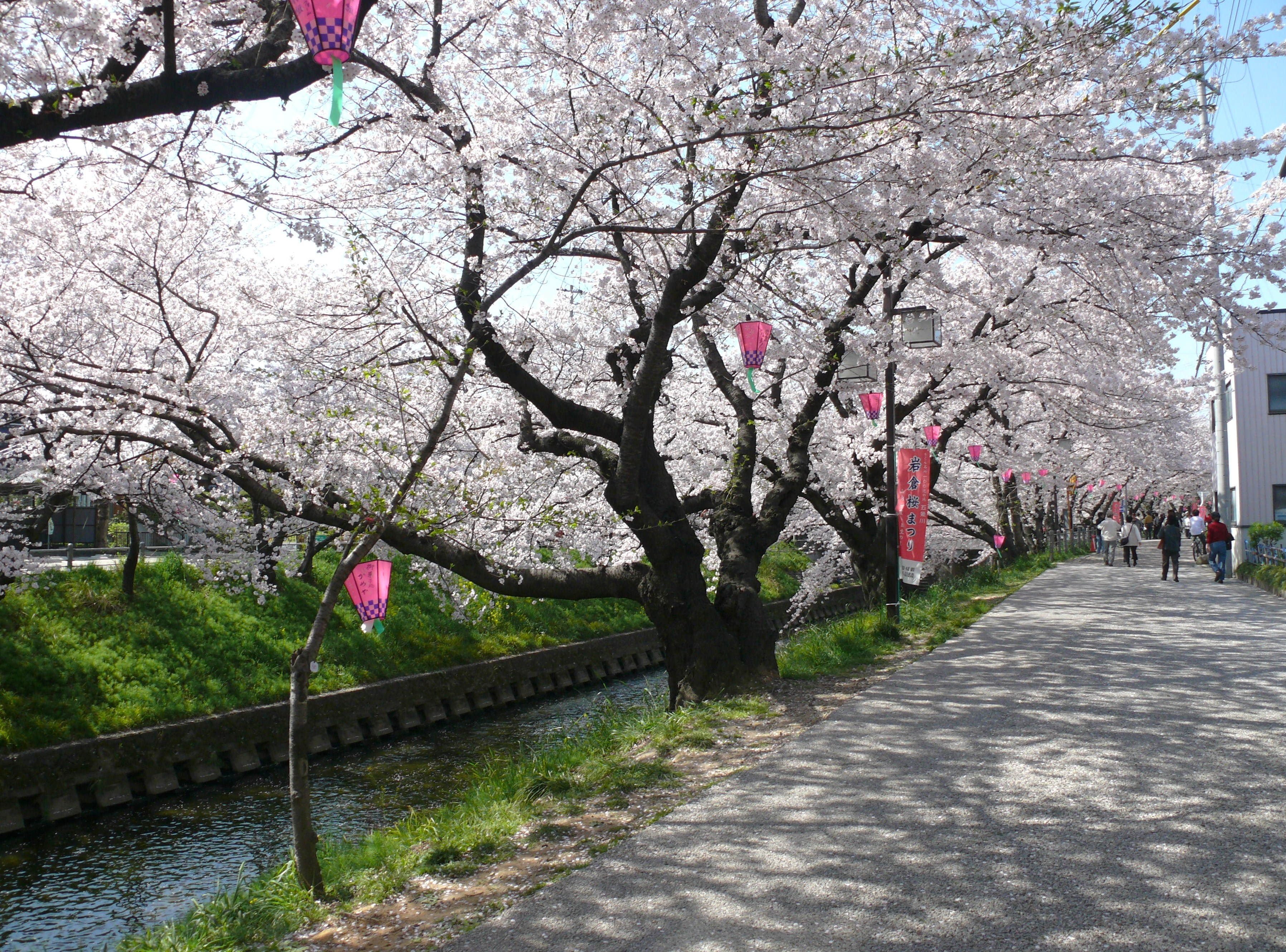
Bloeiende Japanse sierkers (sakura) langs de rivier Gojo

- Iwakura is bekend door het grote sakura-feest (桜祭り, sakura matsuri) langs de Gojo, een van de grootste sakurafeesten van Aichi.
- Ruïnes van het kasteel Iwakura.

## Verkeer
Iwakura ligt aan de Inuyama-lijn van Meitetsu (Nagoya Spoorwegmaatschappij).
Iwakura ligt aan de Meishin-autosnelweg, aan de nationale autoweg 155 en aan de prefecturale weg 63.

## Geboren in Iwakura
- Mayumi Ohashi (大橋真弓, Ōhashi Mayumi), mangaka onder pseudoniem Kei Kusunoki

## Aangrenzende steden
- Ichinomiya
- Kitanagoya
- Komaki
- Konan